# Andrey Pchelkin
Andrey Pchelkin (Андрей Пчёлкин en russe), né le 27 janvier 1981, est un coureur cycliste russe des années 2000.

## Palmarès sur route
- 2001
  - Friendship People North-Caucasus Stage Race
- 2002
  - Cinq anneaux de Moscou :
    - Classement général
    - 3e étape

  - 2e du championnat de Russie sur route
  - 2e du Tour de Mainfranken
- 2003
  - Cinq anneaux de Moscou :
    - Classement général
    - 1re, 3e et 5e étapes

  - 3e du Circuit des mines
- 2004
  - 1re étape du Tour de la Somme
  - 2e du Tour de la Somme
  - 3e du championnat de Russie sur route
- 2005
  - 3e étape secteur b des Cinq anneaux de Moscou
  - 2e des Boucles de la Mayenne
  - 3e du championnat de Russie sur route

## Palmarès sur piste

### Championnats d'Europe
- Brno 2001 (espoirs)
  -  Médaillé de bronze de la poursuite par équipes espoirs